# Ишбердин, Эрнст Файзрахманович
Эрнст Файзрахманович Ишбердин (баш. Эрнст Фәйзрәхмән улы Ишбирҙин; 20 декабря 1934, Ишберда, Башкирская АССР — 24 мая 2019, Уфа) — башкирский языковед-тюрколог, доктор филологических наук (1989), профессор кафедры востоковедения, академик Международной Академии ТЮРКСОЙ, Заслуженный деятель науки Республики Башкортостан (1995).

## Биография
Ишбердин Эрнст Файзрахманович родился 20 декабря 1934 года в деревне Ишберда Баймакского района Башкирской АССР.
В 1963 году закончил филологический факультет Башкирского государственного университета (ныне Уфимский университет науки и технологий).
В 1966 году поступил в аспирантуру Института истории, языка и литературы Башкирского филиала АН СССР, а в 1970 году защитил кандидатскую диссертацию.
В 1970—1975 гг. работал преподавателем в Стерлитамакского государственного педагогического института.
В 1975—1999 гг. — научный сотрудник и заведующий отделом диалектологии и истории языка Института истории, языка и литературы УНЦ РАН.
В 1989 году защитил докторскую диссертацию по исторической лексикологии башкирского языка.
С 2000 года работал преподавателем на кафедре башкирского и общего языкознания Башкирского государственного университета (ныне Уфимский университет науки и технологий). Читал лекции по истории башкирской письменности, старотюркскому языку и сравнительно-исторической грамматике тюркских языков. Руководил научной работой аспирантов и соискателей, был членом Совета по защите докторских диссертаций по филологическим специальностям.

## Научная деятельность
Автор более 150 печатных научных изданий, в том числе учебников, учебных пособий для общеобразовательных школ, педагогических училищ и вузов.

### Научные труды
- Современный башкирский язык. Учебник для вузов (в соавт.) — Уфа, 1986;
- Историческое развитие лексики башкирского языка. — Москва, 1986;
- Очерки истории башкирского литературного языка (в соавторстве). — Москва, 1989;
- История башкирского литературного языка (в соавт.) — Уфа, 1993;
- Старотюркский язык. Учебное пособие. — Уфа, 2000;
- Термины земледелия в башкирском языке. — Уфа, 2004;
- Башкирский язык. Учебник для педагогических училищ и колледжей (в соавт.) — Уфа, 2010;
- Этнонимы в топонимии Башкирии // Ономастика Поволжья. — Уфа, 1973;
- Монгольские заимствования в башкирском языке // Советская тюркология. — Баку, 1979. № 1;
- Ударение и система гласных башкирского языка // Советская тюркология. — Баку, 1980. № 5;
- Вопросы словесного ударения в башкирском языке // Учитель Башкортостана. — Уфа, 2004. № 12.